# Binhu (sockenhuvudort i Kina, Jiangsu Sheng, lat 31,43, long 120,26)
Binhu (kinesiska: 滨湖, 滨湖街道) är en sockenhuvudort i Kina. Den ligger i provinsen Jiangsu, i den östra delen av landet, omkring 150 kilometer sydost om provinshuvudstaden Nanjing. Antalet invånare är 69 291. Befolkningen består av 34 757 kvinnor och 34 534 män. Barn under 15 år utgör 9,0 %, vuxna 15-64 år 82 %, och äldre över 65 år 8,0 %.
Runt Binhu är det tätbefolkat, med 369 invånare per kvadratkilometer. Närmaste större samhälle är Wuxi, 15,3 km norr om Binhu. 
Genomsnittlig årsnederbörd är 1 613 millimeter. Den regnigaste månaden är augusti, med i genomsnitt 234 mm nederbörd, och den torraste är januari, med 55 mm nederbörd.